# Amytta olindo
Amytta olindo är en insektsart som beskrevs av Hemp, C. 2001. Amytta olindo ingår i släktet Amytta och familjen vårtbitare. Inga underarter finns listade i Catalogue of Life.